# マックス・メルケル
マックス・メルケル（Max Merkel、1918年12月7日 - 2006年11月28日）は、オーストリア・ウィーン出身の元サッカー選手、元サッカー指導者。ポジションはディフェンダー。

## 略歴
オーストリア共和国時代のウィーンに生まれ、1936年にSKラピード・ウィーンでプロデビューを果たす。翌年にウィーンSCへ移籍すると、1939年にはその活躍からドイツ代表にも招集された。1946年、10年ぶりに古巣ラピード・ウィーンへ復帰し、8シーズンを同クラブでプレーして現役を引退した。また、ラピード・ウィーン在籍時にオーストリア代表に1度だけ招集され、1キャップを記録した。
現役引退後すぐにサッカー指導者として働き始め、1954-55シーズンはオランダのHBCクレーイェンハウトを率いた。そこでの手腕が認められ、37歳にしてオランダ代表の指揮を取ることになった。オランダ代表では1年間の在籍で終わったが、1958年からは拠点をドイツに移し、1963-64シーズンにはTSV1860ミュンヘンにてDFBポカールを、翌シーズンはブンデスリーガを制した。1964-65シーズンにはTSVミュンヘンをUEFAカップウィナーズカップ決勝にまで導いたものの、ウェストハム・ユナイテッドFCに0-2で敗れた。こうして1967年、TSV1860ミュンヘンをドイツ屈指の強豪に成長させた功績を買われ、1.FCニュルンベルクに引き抜かれた。ここでも1967-68シーズンにブンデスリーガ優勝を果たすなど、ドイツサッカー界を代表する監督になった。
1971年、セビージャFCで2シーズン監督を務めた後、アトレティコ・マドリードの監督に抜擢された。以前の監督が1シーズン足らずで解任されるなど、不安定な成績を収めていたクラブをメルケルは改革し、1シーズン目にはコパ・デル・レイを、2シーズン目にはラ・リーガを制覇するなど、クラブに黄金期をもたらした。
アトレティコ・マドリードを退団した後はドイツのクラブを転々とするも、スペイン時代以前の成績は残せず、1983年にFCチューリッヒを率いて監督業からも身を引いた。

## タイトル

### 監督
SKラピード・ウィーン
- オーストリア・ブンデスリーガ : 1回 (1956-57)

1860ミュンヘン
- DFBポカール : 1回 (1965-66)
- ブンデスリーガ : 1回 (1966-67)

1.FCニュルンベルク
- ブンデスリーガ : 1回 (1967-68)

アトレティコ・マドリード
- コパ・デル・レイ : 1回 (1971-72)
- ラ・リーガ : 1回 (1972-73)